# Claire Foy
Claire Elizabeth Foy (født 16. april 1984) er en engelsk skuespillerinde.
Foy fik international anerkendelse for at portrættere den unge dronning Elizabeth II i de første to sæsoner af Netflix-serien The Crown.

## Filmografi

### Film
| År   | Titel                        | Rolle                 | Noter           |
| ---- | ---------------------------- | --------------------- | --------------- |
| 2011 | Season of the Witch          | Anna                  |                 |
| 2011 | Wreckers                     | Dawn                  |                 |
| 2014 | Vampire Academy              | Sonya Karp            |                 |
| 2014 | Rosewater                    | Paola Gourley         |                 |
| 2015 | The Lady in the Van          | Lois                  |                 |
| 2017 | Breathe                      | Diana Cavendish       |                 |
| 2018 | Unsane                       | Sawyer Valentini      |                 |
| 2018 | First Man                    | Janet Armstrong       |                 |
| 2018 | The Girl in the Spider's Web | Lisbeth Salander      |                 |
| 2020 | Louis Wain                   | Emily Richardson-Wain | Post-production |

### Tv-serier
| Åår             | Titel                                                 | Rolle                 | Noter                               |
| --------------- | ----------------------------------------------------- | --------------------- | ----------------------------------- |
| 2008            | Being Human                                           | Julia Beckett         | Episode: "Pilot"                    |
| 2008            | Doctors                                               | Chloe Webster         | Episode: "The Party's Over"         |
| 2008            | Little Dorrit                                         | Amy Dorrit            | 14 episoder                         |
| 2009            | 10 Minute Tales                                       | Kvinde                | Episode: "Through the Window"       |
| 2010            | Terry Pratchett's Going Postal                        | Adora Belle Dearheart | 2 episoder                          |
| 2010            | Pulse                                                 | Hannah Carter         | TV-film                             |
| 2010–2012       | Upstairs Downstairs                                   | Lady Persephone Towyn | 9 episodes                          |
| 2011            | The Promise                                           | Erin Matthews         | 4 episoder                          |
| 2011            | The Night Watch                                       | Helen Giniver         | TV-film                             |
| 2012            | Hacks                                                 | Kate Loy              | TV-film                             |
| 2012            | White Heat                                            | Charlotte Pew         | 6 episoder                          |
| 2014            | Crossbones                                            | Kate Balfour          | 9 episoder                          |
| 2014            | The Great War: The People's Story                     | Helen Bentwich        | 2 episoder                          |
| 2014            | Frankenstein and the Vampyre: A Dark and Stormy Night | Fortæller             | TV-film                             |
| 2015            | Wolf Hall                                             | Anne Boleyn           | 6 episodes                          |
| 2016–2017, 2020 | The Crown                                             | Queen Elizabeth II    | 21 episoder                         |
| 2018            | Saturday Night Live                                   | Sig selv (vært)       | Episode: "Claire Foy/Anderson Paak" |